# Adargunchi
Adargunchi är en ort i Indien.   Den ligger i distriktet Dharwad och delstaten Karnataka, i den sydvästra delen av landet, 1 500 km söder om huvudstaden New Delhi. Adargunchi ligger 622 meter över havet och antalet invånare är 6 385.
Terrängen runt Adargunchi är platt. Runt Adargunchi är det tätbefolkat, med 286 invånare per kvadratkilometer. Närmaste större samhälle är Hubli, 7,4 km norr om Adargunchi. Omgivningarna runt Adargunchi är en mosaik av jordbruksmark och naturlig växtlighet.